# Mohammed Abduh Bakhet
Mohammed Abduh Bakhet, född 25 december 1987, är en qatarisk långdistanslöpare. 
Abduh Bakhet tävlade för Qatar vid olympiska sommarspelen 2012 i London, där han slutade på 68:e plats i maratonloppet.